# 1988 XD1
1988 XD1 är en asteroid i huvudbältet som upptäcktes den 2 december 1988 av de båda japanska astronomerna Masaru Arai och Hiroshi Mori vid Yorii-observatoriet i Japan.
Asteroiden har en diameter på ungefär 3 kilometer.